# Sotiris Wendas
Sotiris Wendas (gr. Σωτήρης Βέντας; ur. 15 marca 1945) – grecki zapaśnik walczący w stylu klasycznym. Olimpijczyk z Monachium 1972, gdzie odpadł w eliminacjach w kategorii do 48 kg.
Piąty na mistrzostwach świata w 1971. Czwarty na mistrzostwach Europy w 1972. Brązowy medalista igrzysk śródziemnomorskich w 1979; czwarty w 1975 roku.